# Elena Antonova (natation synchronisée)
Pour les articles homonymes, voir Antonov et Elena Antonova.
Elena Anatolievna Antonova (russe : Елена Анатольевна Антонова), née le 10 octobre 1974 à Moscou, est une nageuse synchronisée russe.

## Carrière
Elena Antonova fait partie du ballet russe terminant à la quatrième place des Jeux olympiques d'été de 1996 à Atlanta.
Lors des Jeux olympiques de 2000 à Sydney, elle est sacrée championne olympique.